# غشائي المعدة
غشائي المعدة (الاسم العلمي: Hymenogaster)، جنس فطريات من فصيلة فطريات غشائية المعدة. ينتشر هذا الجنس على نطاق واسع، وخاصة في المناطق المعتدلة، ويشتمل على قرابة 100 نوع. تمت مراجعة تصنيف الأنواع الأوروبية في عام 2011، وأُعترف باثني عشر نوعًا، وقُدم مفتاح تعريف لها.

## الأنواع
وفيما يلي قائمة غير كاملة للأنواع.
- Hymenogaster arenarius
- Hymenogaster citrinus
- Hymenogaster griseus
- Hymenogaster hessei
- Hymenogaster luteus
- Hymenogaster muticus
- Hymenogaster nanus
- Hymenogaster olivaceus
- Hymenogaster parksii
- Hymenogaster rehsteineri
- Hymenogaster subalpinus
- Hymenogaster sulcatus
- Hymenogaster tener
- Hymenogaster thwaitesii
- Hymenogaster vulgaris

وقد قُبلت هذه الأنواع الأوروبية من قبل ستيلو وآخرين في عام 2011:
- Hymenogaster arenarius
- Hymenogaster bulliardii
- Hymenogaster citrinus
- Hymenogaster griseus
- Hymenogaster huthii
- Hymenogaster intermedius
- Hymenogaster luteus
- Hymenogaster megasporus
- Hymenogaster niveus
- Hymenogaster rehsteineri
- Hymenogaster tener
- Hymenogaster thwaitesii